# Maria Rúbies
Maria Rúbies i Garrofé [también María Rubies Garrofé] (Camarasa, 21 de noviembre de 1932-Lérida, 14 de enero de 1993) fue una maestra y política española.   

## Biografía
Después de la Guerra Civil se estableció en Os de Balaguer y, tras un tiempo, en Lérida. Estudió bachiller y en 1957 se licenció en Ciencias Exactas en la Universidad de Barcelona. 
Fue profesora de instituto de enseñanzas medias en Seo de Urgel (en el actual IES Joan Brudieu) el curso escolar 1962-1963, donde fue jefe de estudios. De 1967 a 1977 trabajó como profesora en la Escuela Normal de Maestros de la Universidad Autónoma de Barcelona e impulsó la Escola l'Espiga de Lérida. En 1973 fue catedrática de matemáticas en la Escuela Universitaria de Lérida. Junto a Jaume Miret, fue uno de los puntales de la renovación pedagógica en las comarcas occidenatales catalanas. Considerada una pionera en la enseñanza de la matemática moderna, colaboró con las escuelas de verano y fundó el Consell Català d'Ensenyament (Consejo Catalán de Enseñanza). Fue miembro de Òmnium Cultural, Cruz Roja, la Asociación de maestros Rosa Sensat y de la Fundación Artur Martorell.
En las elecciones generales constituyentes de 1977 fue elegida senadora por la circunscripción electoral de Lérida, dentro de la lista Entesa dels Catalans. Fue la primera senadora de origen catalán y una de las primeras de España junto con la catedrática de Matemáticas Amalia Miranzo (PSOE), la profesora de español Juana Arce (UCD), la jurista Gloria Begué (designación real), las abogadas Belén Landáburu (designación real) y María Dolores Pelayo Duque (socialdemócrata).
En las elecciones de 1979 obtuvo un escaño al Congreso, como miembro de Convergència Democràtica de Catalunya (CDC). En 1980 participó en los debates parlamentarios de la Ley orgánica sobre educación que establecía, entre otras cuestiones, la participación de los padres, maestros y alumnos en las gestión de los centros educativos. Cuando Convergència formó coalición con Unió Democràtica de Catalunya para formar CiU, fue de nuevo diputada elegida en 1982; después también lo fue en el Parlamento de Cataluña en 1984. Finalmente, fue la primera presidenta del Consejo Escolar de Cataluña (1985-1989).

## Obras
- Fem matemàtica (1974-1980); una serie de libros para estudiantes de Educación General Básica.